# Alexander de Savornin Lohman
Alexander Frederik de Savornin Lohman (Groningen, 29 mei 1837 – 's-Gravenhage, 11 juni 1924) was een Nederlands politicus. Hij was een van de belangrijkste voormannen van de CHU begin twintigste eeuw.

## Leven en werk
Lohman, lid van de familie De Savornin Lohman, groeide op in een Waals-hervormd gezin. Hij studeerde rechten aan de Rijksuniversiteit Groningen. In zijn studententijd werd hij een aanhanger van het antirevolutionaire gedachtegoed van Guillaume Groen van Prinsterer. Hij werd in 1862 rechter in Appingedam en kreeg 1866 dezelfde functie in 's-Hertogenbosch. Hij werd in 1879 Tweede Kamerlid voor de antirevolutionairen en was tot 1921 actief als lid van de Tweede- en Eerste Kamer, en korte tijd als minister. Hij kon zich soms zeer scherp uitlaten tegen politieke tegenstanders, maar stond wel open voor argumenten van anderen.

### Politieke loopbaan
Lohmans politieke loopbaan begon als gevolg van zijn betrokkenheid bij een conflict over christelijk onderwijs in 's-Hertogenbosch, waar hij in 1872 tot raadsheer bij het Gerechtshof was bevorderd. Hierdoor kwam hij in contact met Abraham Kuyper die hij tijdens diens overspannenheid in 1876 en 1877 verving als hoofdredacteur van het dagblad De Standaard. Bij volgende projecten van Kuyper (schoolstrijd met volkspetitionnement, oprichting VU, oprichting ARP, Doleantie) was hij - hoewel vaak met de nodige tegenzin - vanwege zijn juridische kennis een belangrijke steun voor deze.
In 1879 werd Lohman lid van de Tweede Kamer waar hij al spoedig de leidende persoonlijkheid van de antirevolutionaire fractie werd. Hierbij zat hij vaak klem tussen de aristocratische Kamerleden die politiek als een zaak van personen beschouwden en Kuyper die, hoewel hij zelf geen Kamerlid was, een strenge partijdiscipline eiste en vooral overname van zijn eigen meer democratische politieke opvattingen wenste. Nieuwe conflictstof ontstond toen Lohman als minister van Binnenlandse zaken zitting nam in het kabinet-Mackay. Hij verving namelijk Aeneas Mackay die het departement Koloniën overnam van Keuchenius wiens begroting in de Eerste Kamer was weggestemd. Kuyper wilde dat het kabinet samen met Keuchenius zou vallen, maar de antirevolutionaire ministers en Kamerleden voelden hier niets voor. In 1890 diende Lohman geheel in de geest van Kuyper een ontwerp-wetswijziging in om bezwaarde ouders het recht te geven de vaccinatie van hun schoolgaande kinderen tegen pokken te weigeren. Het werd alleen gesteund door zijn eigen ARP en dus verworpen.

Uiteindelijk koos De Savornin Lohman in 1893-'94 definitief voor zijn aristocratische collega's tegen de burgerman Kuyper. Aanleiding was een discussie over verdere uitbreiding van het kiesrecht. Lohman wenste deze niet, Kuyper wel. De laatste wist de antirevolutionaire kiesverenigingen ertoe te bewegen instemming met kiesrechtuitbreiding te eisen van hun mogelijke Kamerkandidaten. De Savornin Lohman weigerde dit. Hierdoor kwamen in verschillende districten Kuypers antirevolutionairen en De Savornin Lohmans vrij-antirevolutionairen tegenover elkaar te staan. De vrij-antirevolutionairen vormden later samen met andere protestants-christelijke Kamerleden de CHU.
Als gematigd protestants staatsman was De Savornin Lohman tot op hoge leeftijd een van de belangrijkste adviseurs van koningin Wilhelmina. Zowel in 1903 als in 1912 werd hem het vicepresidentschap van de Raad van State aangeboden, maar hij verkoos het in de Kamer te blijven.

### Religieuze positie en verhouding tot Kuyper
De Savornin Lohman brak in 1886 samen met Kuyper met de Hervormde Kerk en bleef altijd achter de Doleantie staan. Samen met Kuyper was hij persoonlijk betrokken bij het conflict om de kerkelijke goederen, dat op 6 januari 1886 zijn hoogtepunt vond in het forceren van de deur van de consistoriekamer van de Nieuwe Kerk te Amsterdam, de zogenaamde "paneelzagerij". De dolerenden onder leiding van Kuyper beschouwden zich namelijk als de rechtmatige voortzetting van de Hervormde Kerk en wensten in de kerkeraadskamer te vergaderen, die echter door hun tegenstanders van nieuwe sloten was voorzien en met ijzeren platen was versterkt.
Van 1884 tot een conflict in 1895 over de betekenis van de gereformeerde beginselen voor de wetenschappelijke arbeid was hij hoogleraar staatsrecht aan de Vrije Universiteit. Dit conflict kan worden gezien als een uitvloeisel van de zelfstandige positie die De Savornin Lohman altijd had weten te handhaven tegenover Kuyper. Na talloze voorgaande conflicten betekende het ontslag als hoogleraar en de wijze waarop Kuyper dit had geregeld, het einde van de vriendschap tussen beide heren. Tijdens de Lintjesaffaire van 1909, een schandaal rond onderscheidingen en donaties aan Kuypers partijkas, was de principiële en onafhankelijke De Savornin Lohman een fel criticus van Kuyper. Pas rond 1914 kwamen de heren weer enigszins "on speaking terms". Ondanks het conflict benoemde Kuyper, als minister van Binnenlandse Zaken toen ook verantwoordelijk voor onderwijs en wetenschappen, De Savornin Lohman in 1903 tot curator van de Rijksuniversiteit Groningen. Tot vlak voor zijn dood bleef Lohman deze functie uitoefenen.

### Familierelaties
Lohman was een broer van gouverneur van Suriname Maurits Adriaan de Savornin Lohman (1832-1899). Zijn zoon Witius Hendrik de Savornin Lohman (1864-1932) was van 1901 tot 1931 lid van de Hoge Raad, vanaf 1914 als president. Zijn dochter Frederique L.W.M. de Savornin Lohman (1870-1963) trouwde in Den Haag op 19 maart 1908 met Eerste Kamerlid Gustaaf Willem baron van der Feltz (1853-1928). Hij was tevens een oom van Bonifacius Christiaan de Savornin Lohman, Eerste Kamerlid.